# Johan Sverkersson den äldre
Johan Sverkersson, i isländska källor kallad Jon jarl, död mellan 1150 och 1153, var son till kung Sverker den äldre och drottning Ulvhild. Han ska ha rövat bort och haft könsumgänge med två högättade danska kvinnor, vilket gav anledning till ett krig varvid den danske kungen Sven Grate inföll i Småland 1153–1154. Johan skall vid denna tidpunkt redan ha slagits ihjäl av uppretade bönder vid ett ting.

## Biografi
Enligt Saxo Grammaticus, som nämner honom utan titel, skall Johan ha skrivit en nidvisa om Knut V av Danmark, som hade blivit Sverker den äldres svärson.
Enligt en medeltida genealogi skall Johan ha varit far till de två tronpretendenterna Kol och Burislev, samt ytterligare en man vid namn Ubbe (Ulf). Ibland anses kungakrävarna istället vara söner till Sverker, baserat på en uppgift ur Valdemar Sejrs jordebok som meddelar att Sverker hade en son vid namn Burislev. Åsikten att Johan var deras far omfattas av t.ex. Adolf Schück samt Lars O. Lagerqvist och Nils Åberg. Johans makas identitet är okänd. 
Johan Sverkersson den äldre skall också ha haft en son Knut, född omkring 1152 och död ung samt en dotter med okänt namn, möjligen Cecilia, maka till kung Knut Eriksson. Enligt en 1700-talskälla ska Johan även ha haft en son som hette Alf, död ung och liksom Burislev gravsatt i Vreta.